# Nevratice
Nevratice (en allemand : Newratitz) est une commune du district de Jičín, dans la région de Hradec Králové, en République tchèque. Sa population s'élevait à 177 habitants en 2022.

## Géographie
Nevratice se trouve à 11 km à l'ouest-sud-ouest de Hořice, à 14 km au sud-est de Jičín, à 29 km au nord-ouest de Hradec Králové et à 82 km au nord-est de Prague.
La commune est limitée par Chomutice au nord et à l'est, Staré Smrkovice au sud, et par Vysoké Veselí et Vrbice à l'ouest.

## Histoire
La première mention écrite de la localité date de 1398.

## Transports
Par la route, Nevratice se trouve à 18 km de Jičín, à 35 km de Hradec Králové et à 105 km de Prague. 